# Санта Маргерита ди Стафора
Санта Маргерита ди Стафора (итал. Santa Margherita di Staffora) је насеље у Италији у округу Павија, региону Ломбардија.
Према процени из 2011. у насељу је живело 617 становника. Насеље се налази на надморској висини од 548 м.

## Становништво
Према резултатима пописа становништва 2011. у општини је живело 513 становника.
| 1931. | 1936. | 1951. | 1961. | 1971. | 1981. | 1991. | 2001. | 2011. |
| ----- | ----- | ----- | ----- | ----- | ----- | ----- | ----- | ----- |
| 1.953 | 1.912 | 1.755 | 1.464 | 1.030 | 880   | 761   | 617   | 513   |